# Bahrain Victorious/Saison 2022
Diese Liste beschreibt die Mannschaft und die Erfolge des Radsportteams Bahrain Victorious in der Saison 2022.

## Mannschaft
| Teamkader 2022                                | Teamkader 2022     | Teamkader 2022         | Teamkader 2022                 |
| Name                                          | Geburtsdatum       | Land                   | Vorheriges Team                |
| --------------------------------------------- | ------------------ | ---------------------- | ------------------------------ |
| Yukiya Arashiro                               | 22. September 1984 | Japan                  | Lampre-Merida (2016)           |
| Phil Bauhaus                                  | 8. Juli 1994       | Deutschland            | Team Sunweb (2018)             |
| Pello Bilbao                                  | 25. Februar 1990   | Spanien                | Astana (2019)                  |
| Santiago Buitrago                             | 26. September 1999 | Kolumbien              | Team Cinelli (2019)            |
| Damiano Caruso                                | 12. Oktober 1987   | Italien                | BMC Racing Team (2018)         |
| Sonny Colbrelli                               | 17. Mai 1990       | Italien                | Bardiani CSF (2016)            |
| Feng Chun-kai                                 | 2. November 1988   | Chinese Taipei         | Lampre-Merida (2016)           |
| Kamil Gradek                                  | 17. September 1990 | Polen                  | Vini Zabù (2021)               |
| Jack Haig                                     | 6. September 1993  | Australien             | Mitchelton-Scott (2020)        |
| Heinrich Haussler                             | 25. Februar 1984   | Australien             | IAM Cycling (2016)             |
| Mikel Landa                                   | 13. Dezember 1989  | Spanien                | Movistar Team (2019)           |
| Filip Maciejuk                                | 3. September 1999  | Polen                  | Leopard Pro Cycling (2021)     |
| Ahmed Madan                                   | 25. August 2000    | Bahrain                | Bahrain Cycling Academy (2020) |
| Gino Mäder                                    | 4. Januar 1997     | Schweiz                | NTT Pro Cycling (2020)         |
| Jonathan Milan                                | 1. Oktober 2000    | Italien                | Cycling Team Friuli ASD (2020) |
| Matej Mohorič                                 | 19. Oktober 1994   | Slowenien              | UAE Team Emirates (2017)       |
| Domen Novak                                   | 12. Juli 1995      | Slowenien              | Adria Mobil (2016)             |
| Alejandro Osorio (1. Jan.–31. Mär.)           | 28. Mai 1998       | Kolumbien              | Caja Rural-Seguros RGA (2021)  |
| Hermann Pernsteiner                           | 7. August 1990     | Österreich             | Amplatz-BMC (2017)             |
| Wout Poels                                    | 1. Oktober 1987    | Niederlande            | Team Ineos (2019)              |
| Johan Price-Pejtersen                         | 26. Mai 1999       | Dänemark               | Uno-X Pro Cycling Team (2021)  |
| Luis León Sánchez                             | 24. November 1983  | Spanien                | Astana-Premier Tech (2021)     |
| Jasha Sütterlin                               | 4. November 1992   | Deutschland            | Team DSM (2021)                |
| Dylan Teuns (1. Jan.–4. Aug., Anm.)           | 1. März 1992       | Belgien                | BMC Racing Team (2018)         |
| Jan Tratnik                                   | 23. Februar 1990   | Slowenien              | CCC Sprandi Polkowice (2018)   |
| Stephen Williams                              | 9. Juni 1996       | Vereinigtes Königreich | SEG Racing Academy (2018)      |
| Fred Wright                                   | 13. Juni 1999      | Vereinigtes Königreich | 100% me (2018)                 |
| Edoardo Zambanini                             | 21. April 2001     | Italien                | Zalf Euromobil Fior (2021)     |
| Matevž Govekar (1. Jun.–31. Dez.)             | 17. April 2000     | Slowenien              | Tirol KTM Cycling Team (2022)  |
| Fran Miholjević (1. Aug.–31. Dez., Stagiaire) | 2. August 2002     | Kroatien               | Cycling Team Friuli ASD (2022) |
|                                               |                    |                        |                                |
| Quellen: ProCyclingStats Cycling Archives     |                    |                        |                                |

Anmerkung: Dylan Teuns, Teamwechsel

## Siege
| Siege    | Siege                                                    | Siege         | Siege  | Siege             | Siege |
| Datum    | Rennen                                                   | Staat         | Klasse | Sieger            |       |
| -------- | -------------------------------------------------------- | ------------- | ------ | ----------------- | ----- |
| 2. Feb.  | Saudi Tour, 2. Etappe                                    | Saudi-Arabien | 2.1    | Santiago Buitrago |       |
| 11. Feb. | Bahrain National Road Cycling Championships - Men RR     | Bahrain       | CN     | Ahmed Madan       |       |
| 18. Feb. | Bahrain National Road Cycling Championships - Men ITT    | Bahrain       | CN     | Ahmed Madan       |       |
| 19. Feb. | Andalusien-Rundfahrt, 4. Etappe                          | Spanien       | 2.Pro  | Wout Poels        |       |
| 20. Feb. | Andalusien-Rundfahrt, Gesamtwertung                      | Spanien       | 2.Pro  | Wout Poels        |       |
| 13. Mär. | Tirreno–Adriatico, 7. Etappe                             | Italien       | 2.UWT  | Phil Bauhaus      |       |
| 19. Mär. | Mailand–Sanremo                                          | Italien       | 1.UWT  | Matej Mohorič     |       |
| 26. Mär. | Asienmeisterschaften, Zeitfahren der U23-Männer          | Usbekistan    | CC     | Ahmed Madan       |       |
| 6. Apr.  | Baskenland-Rundfahrt, 3. Etappe                          | Spanien       | 2.UWT  | Pello Bilbao      |       |
| 19. Apr. | Tour of the Alps, 2. Etappe                              | Italien       | 2.Pro  | Pello Bilbao      |       |
| 20. Apr. | La Flèche Wallonne                                       | Belgien       | 1.UWT  | Dylan Teuns       |       |
| 27. Apr. | Tour de Romandie, 1. Etappe                              | Schweiz       | 2.UWT  | Dylan Teuns       |       |
| 25. Mai  | Giro d’Italia, 17. Etappe                                | Italien       | 2.UWT  | Santiago Buitrago |       |
| 12. Jun. | Tour de Suisse, 1. Etappe                                | Schweiz       | 2.UWT  | Stephen Williams  |       |
| 23. Jun. | Slowenische Meisterschaften, Einzelzeitfahren der Männer | Slowenien     | CN     | Jan Tratnik       |       |
| 26. Jun. | Japanische Meisterschaften, Straßenrennen der Männer     | Japan         | CN     | Yukiya Arashiro   |       |
| 2. Aug.  | Burgos-Rundfahrt, 1. Etappe                              | Spanien       | 2.Pro  | Santiago Buitrago |       |
| 3. Aug.  | Polen-Rundfahrt, 5. Etappe                               | Polen         | 2.UWT  | Phil Bauhaus      |       |
| 5. Aug.  | Burgos-Rundfahrt, 4. Etappe                              | Spanien       | 2.Pro  | Matevž Govekar    |       |
| 27. Sep. | Kroatien-Rundfahrt, 1. Etappe                            | Kroatien      | 2.1    | Jonathan Milan    |       |
| 28. Sep. | Kroatien-Rundfahrt, 2. Etappe                            | Kroatien      | 2.1    | Jonathan Milan    |       |
| 2. Okt.  | Kroatien-Rundfahrt, Gesamtwertung                        | Kroatien      | 2.1    | Matej Mohorič     |       |